# Powiatul Limanowa
Districtul Limanowa (în poloneză Powiat limanowski) este o unitate teritorial-administrativă și administrație locală de ordin doi (powiat) din voievodatul Polonia Mică, în sudul Poloniei.
Districtul a fost reînființat în data de 1 ianuarie 1999 ca rezultat al reformelor poloneze locale adoptate în anul 1998. Sediul administrativ al județului și cel mai mare oraș este Limanowa care este la 54 km de capitala regională Cracovia. În județ mai există un singur oraș, Mszana Dolna la 27 km spre vest de Limanowa.
Județul are o suprafață de 951.96 km pătrați. În anul 2006 populația totală a județului era 121.658 locuitori, din care populația orașului Limanowa era 14.632, iar a orașului Mszana Dolna era 7.529 locuitori. Populația rurală era de 99.497 locuitori.

## Județe învecinate
Județul Limanowa se învecinează:
- spre nord cu județul Bochnia și județul Brzesko
- la est cu județul Nowy Sącz
- la sud-vest cu județul Nowy Targ
- la vest cu județul Myślenice.

## Diviziunile administrative
Județul este împărțit în 12 comune (gmina)  (două urbane și zece rurale). Acestea sunt prezentate în tabelul de mai jos, în ordinea descrescătoare a populației.
| Comuna                           | Tip   | Suprafață (km²) | Populație (2006) | Sediu          |
| Comuna Limanowa                  | rural | 152.4           | 22,794           | Limanowa *     |
| Comuna Mszana Dolna              | rural | 169.8           | 16,451           | Mszana Dolna * |
| Limanowa                         | urban | 18.6            | 14,632           |                |
| Comuna Dobra                     | rural | 109.1           | 9,322            | Dobra          |
| Comuna Łukowica                  | rural | 69.7            | 9,285            | Łukowica       |
| Comuna Jodłownik                 | rural | 72.4            | 8,050            | Jodłownik      |
| Mszana Dolna                     | urban | 27.1            | 7,529            |                |
| Comuna Laskowa                   | rural | 72.8            | 7,410            | Laskowa        |
| Comuna Kamienica                 | rural | 96.1            | 7,268            | Kamienica      |
| Comuna Niedźwiedź                | rural | 74.4            | 6,757            | Niedźwiedź     |
| Comuna Tymbark                   | rural | 32.7            | 6,243            | Tymbark        |
| Comuna Słopnice                  | rural | 56.7            | 5,917            | Słopnice       |
| * sediul nu este parte a comunei |       |                 |                  |                |